# Eric Lorentz Zebell
Eric Lorentz Zebell, född 7 januari 1767 i Nikolai församling, Södermanlands län, död 1819 i Paris, var en svensk musiker och ämbetsman.

## Biografi
Eric Lorentz Zebell föddes 7 januari 1767 på Hargs kvarn i Nikolai församling, Södermanlands län. Han var son till mjölnaren Eric Sebell och Christina Maria Trybom. Zebell var sekreterare, musiker och tonsättare. Han lämnade Sverige 1801 eller 1802 och anställdes tre år senare som violinist vid Vaudevilleteatern i Paris. Han invaldes som ledamot nummer 131 i Kungliga Musikaliska Akademien den 10 oktober 1792.

## Verk
- Tre sonater och tre divertissement, opus 1, för violin och basso continuo. Tillägnad amatörer i Stockholm.[4]

1. Sonat i A-dur
2. Sonat i G-dur
3. Sonat i B-dur
1. Divertissement i C-dur
2. Divertissement i D-dur
3. Divertissement i A-dur
- Tre lätta duetter och konsertdanser, opus 2, för två violiner.[4]

1. Duett i C-dur
2. Duett i G-dur
3. Duett i D-dur

- Tre progressiva duetter, opus 3, för två violiner.[4]
- Tre konsertduetter, opus 4, för två violiner.[4]
- Klarinettkvartett "La Tyrolienne variée".[4]
- sex valser och en bygel, bok 3, för violin och piano.[4]
- Solokonsert för violin. Uppförd maj 1793 och januari 1794.[4]
- Stråktrion.[4]